# 34 km (obwód leningradzki)
34 km (ros. 34 км) – przystanek kolejowy przy osiedlu dacz w pobliżu granic miejscowości Petersburg, na granicy rejonów gatczyńskiego i tośnieńskiego, w obwodzie leningradzkim, w Rosji. Położony jest na linii Petersburg - Nowogród Wielki.